# Печерська міжнародна школа
Печерська міжнародна школа (англ. Pechersk School International (PSI), PSI Kyiv) — приватна школа, розташована в Києві, Україні. Школа забезпечує освіту від раннього дитячого віку до завершення дипломної програми IB (DP). PSI — це різноманітна, неприбуткова міжнародна шкільна спільнота.

## Історія
Печерська міжнародна школа була заснована в 1995 році групою батьків, пов’язаних сферою міжнародних відносин (переважно дипломатів та бізнесменів), які прагнули забезпечити своїм дітям якісну освіту. На момент відкриття в школі навчалося 47 учнів, від дошкільнят до 12-х класів. Кампус школи був розташований у Києві за адресою: вул. Павла Тичини, 17.
У 2000 році PSI офіційно стала Всесвітньою школою IB, що пропонує три програми Міжнародного Бакалаврату. PSI єдина школа в Україні, яка має акредитацію за трьома програмами Міжнародного Бакалаврату (IB): Програма ранніх років (PYP), Програма середніх років (MYP) та Програма для здобуття диплома (DP). Диплом IB визнається більш ніж 2337 університетами у понад 90 країнах світу.
У 2002 році Печерська міжнародна школа отримала свою першу акредитацію від Асоціації шкіл та коледжів Нової Англії (NEASC) та Ради міжнародних шкіл (CIS). У вересні 2003 року школа переїхала до нового кампусу. 
У 2017 році було завершено будівництво нового корпусу (Фаза 2). У лютому 2022 року PSI була змушена закрити свій кампус у Києві через початок повномасштабної війни в Україні. До серпня 2022 року PSI відкрила тимчасовий філіал у Варшаві (Польща), у партнерстві з Американською школою у Варшаві (ASW), а також запустила онлайн-навчання у співпраці з Avenues Online для учнів, які перебувають в Україні.
Навесні 2023 року PSI успішно поновила акредитаційний статус у NEASC та IB через процес Collaborative Learning Protocol. У серпні 2023 року школа відновила роботу у своєму київському кампусі.

### Акредитації та членство
PSI була вперше акредитована Асоціацією шкіл та коледжів Нової Англії (NEASC) у 2002 році та отримала останній статус повторної акредитації навесні 2023 року. Школа є членом Ради міжнародних шкіл (CIS), Європейської ради міжнародних шкіл (ECIS), Асоціації шкіл Центральної та Східної Європи (CEESA) та отримує підтримку від Офісу закордонних шкіл Державного департаменту США. Pechersk School International — це єдина міжнародна школа в Україні, що надає учням можливість відвідувати заннятя з додаткової загальноосвітньої програми, схваленої Міністерством освіти та науки України. Учні поєднують навчання за програмою IB із заняттями, які проводять українські викладачі, за програмою, визнаною МОН.

## Вчителі
Викладацький склад Pechersk School International складається з педагогів 11 національностей. У середньому викладачі мають приблизно 9,4 року досвіду викладання, з них близько 9 років — безпосередньо з програмами Міжнародного бакалаврату (IB). 77% викладачів мають наукові ступені, а міжнародний викладацький склад налічує близько 60% від загальної кількості викладачів.

## Освітні програми

### Міжнародний бакалаврат
Освітні програми охоплюють процес навчання та розвитку для учнів віком від 3 до 19 років і налічують:
- IB Primary Years Programme: програма для дітей молодшого віку, орієнтована на початкову освіту для учнів від садочка до 5 класу.
- IB Middle Years Programme: програма середньої освіти, орієнтована на учнів 6-10 класів.
- IB Diploma Programme: програма для отримання диплома, орієнтована на старшокласників 11 та 12 класів.

Диплом IB дає можливість здобути вищу освіту і визнається більш ніж 2337 університетами в 90 країнах світу.
Для учнів, які планують здобувати вищу освіту у вищих навчальних закладах України, пропонується додаткова освітня програма, узгоджена з державними стандартами та затверджена Міністерством освіти та науки України.

### Програма «Українська школа»
Українська шкільна програма в Печерській міжнародній школі має два рівні:
1. Перший рівень: Навчання проводиться без підсумкової атестації, а документ про освіту в Україні не видається (для студентів, які бажають вивчати українську мову).
2. Другий рівень: Призначений для студентів, які бажають отримати документ про освіту в Україні, що охоплює:

- Вивчення предметів
- Проходження підсумкової атестації
- Отримання документа про освіту в Україні

Ця програма включає додаткові предмети:
- Українська мова;
- Українська література;
- Історія України;
- Географія України;
- Правознавство;
- Захист України.

Навчання за цією програмою розпочалося 1 вересня 2015 року. Навчальний процес проводиться за екстернатною формою навчання. Свідоцтва про базову середню освіту та повну загальну середню освіту видаються на основі підсумкових балів за програмами IB та оцінок з визначених предметів українознавчого циклу.

## Громадська діяльність
PSI співпрацює з фондом «Діти Героїв» для підтримки дітей, які втратили батьків на війні. Також школа започаткувала ініціативу «PSI 4 Good» для підтримки шкільної спільноти та відновила стипендіальну програму, що забезпечує безкоштовний доступ до навчання в PSI для дітей, які втратили одного або обох батьків на війні.  

## Російське вторгнення в Україну
Через війну в Україні у 2022–2023 навчальному році PSI проводила очне навчання для своїх студентів у варшавській філії, а також онлайн-навчання для студентів, які проживають за кордоном. У серпні 2023 року PSI відновила роботу у своєму кампусі в Києві.

### Сателітний кампус у Варшаві
У серпні 2022 року Печерська міжнародна школа відкрила новий тимчасовий філіал у Варшаві у партнерстві з Американською школою у Варшаві (ASW). Це надало багато можливостей для взаємодії з учнями ASW, а також доступ до спільних позашкільних програм, суспільно орієнтованого навчання, участі в учнівських заходах, таких як танці, та інших активностей, які PSI традиційно організовувала.  Студенти Дипломної програми IB, окрім очного навчання, отримали розширений доступ до курсів Pamoja — визнаного провайдера онлайн-курсів Міжнародного бакалаврату, що забезпечило ширший вибір предметів.

### Повернення школи до Києва
У серпні 2023 року Печерська міжнародна школа повернулася до свого кампусу в Києві. До школи вступили учні зі Сполучених Штатів, Італії, Великої Британії, Ізраїлю та України.

## Випускники
Більшість випускників школи продовжують навчання в закордонних університетах. У 2022 році 33 випускники отримали запрошення від університетів у шести країнах світу. Випускники Печерської міжнародної школи продовжують навчання в найпрестижніших університетах світу, серед яких Гарвардський університет, Єльський університет, Нью-Йоркський університет та Нью-Йоркський університет, Коледж Yale-NUS, Стенфордський університет, Королівський коледж Лондона, Единбурзький університет та інші. Також в школі існує  асоціація випускників, яка проводить зустрічі колишніх учнів і співробітників як очно, так і віртуально. У 2019 році зустрічі відбулися в Нью-Йорку та Лондоні.